# Аденозинтрифосфатазы

Схема, иллюстрирующая функции натрий-калиевой аденозинтрифосфатазы

Аденозинтрифосфатазы (АТФ-азы) — группа ферментов класса гидролаз (КФ 3.6.1.3), катализирующих отщепление от аденозинтрифосфорной кислоты (АТФ) одного или двух остатков фосфорной кислоты с освобождением энергии, используемой в процессах мышечного сокращения, транспорта веществ через мембраны, биосинтеза различных соединений.
Осуществляют выведение антибиотиков из клетки при возникновении устойчивости к ним. 